# Дельяфьоре, Эрнан Паоло
Эрнан Паоло Дельяфьоре (исп. Hernán Paolo Dellafiore; 2 февраля 1985, Буэнос-Айрес) или Паоло Эрнан Деллафиоре (итал. Hernán Paolo Dellafiore) — итальянский футболист аргентинского происхождения, защитник клуба «Перуджа».

## Карьера

### Клубная
Паоло Дельяфьоре родился в Аргентине, но в возрасте 4-х лет он, вместе с семьей, эмигрировал в Италию. Паоло поиграл во множестве молодёжных клубов, последним из которых был «Интер». В первой команде клуба Дельяфьоре дебютировал 7 декабря 2005 года в матче лиги чемпионов против «Андерлехта», этот матч стал первым и последним для молодого игрока в майке «нерадзурри», в том же сезоне Дельяфьоре был отдан в аренду в клуб серии С1 «Специя», а летом следующего года в клуб серии B «Тревизо», в котором дебютирует 28 августа 2005 года в товарищеском матче против его бывшей команды — «Интера», в той игре «Тревизо» проиграл 0:3.
Летом 2006 года Дельяьоре переходит в клуб «Палермо», в котором футболист играет нерегулярно, изредка подменяя Фабио Гроссо. Сезон 2007/08 Дельяфьоре начал в клубе «Торино», в который перешёл на правах аренды, по окончании сезона «Торино» попытался выкупить игрока, но «Палермо», желавшая удержать талантливого игрока, улучшило условия контракта, а потому сделка не состоялась. В сезоне 2008/09 Дельяфьоре сыграл лишь в 5 матчах и зимой вновь перешёл в «Торино» 14 января, в котором выступал до конца года. Затем провёл оставшуюся часть сезона в «Парме». 20 августа 2010 года «Парма» вновь арендовала Дельяфьоре. 7 января 2011 года перешёл в «Чезену» на правах аренды.

### Международная
Дельяфьоре имеет двойное гражданство, когда в возрасте 15 лет перед ним встал выбор, какую страну представлять на уровне сборных, то игрок выбрал Италию. За которую выступал на всех уровнях, исключая первую сборную.

## Достижения
- Обладатель Кубка Италии: 2004/05

## Статистика
| Сезон   | Клуб           | Лига     | Чемпионат | Чемпионат | Кубок | Кубок | Еврокубки | Еврокубки |
| Сезон   | Клуб           | Лига     | Игры      | Голы      | Игры  | Голы  | Игры      | Голы      |
| ------- | -------------- | -------- | --------- | --------- | ----- | ----- | --------- | --------- |
| 2004/05 | Интернационале | Серия А  | 0         | 0         | 0     | 0     | 1         | 0         |
| 2004/05 | Специя         | Серия С1 | 13        | 0         | 8     | 0     | 0         | 0         |
| 2005/06 | Тревизо        | Серия А  | 22        | 1         | 1     | 0     | 0         | 0         |
| 2006/07 | Палермо        | Серия А  | 7         | 0         | 2     | 0     | 4         | 0         |
| 2007/08 | Торино         | Серия А  | 28        | 1         | 2     | 0     | 0         | 0         |
| 2008/09 | Палермо        | Серия А  | 4         | 0         | 1     | 0     | 0         | 0         |
| 2009/10 | Торино         | Серия А  | 12        | 2         | 0     | 0     | 0         | 0         |
| 2009/10 | Парма          | Серия А  | 23        | 0         | 0     | 0     | 0         | 0         |
| 2010/11 | Парма          | Серия А  | 0         | 0         | 0     | 0     | 0         | 0         |